# 郑家坞镇
郑家坞镇，中国浙江省金华市浦江县下辖的一个镇。

## 行政区划
现辖：
溪东村、叶坞村、郑家坞村、杨家村、小杨家村、江桥村、西山下村、寺郎村、钟宅村、吴一村、吴二村、上吴店村、朱路村、沈里村、金前村、余郭村、吴大路村和皂结坑村。

## 交通
- 沪昆铁路：浦江站